# وزارة الخارجية (أبخازيا)
وزارة الخارجية لجمهورية أبخازيا هي إدارة حكومية في جمهورية أبخازيا تعمل على توفير الأمان والتقدم الاقتصادي للبلاد، والوصول للاعتراف الدولي بجمهورية أبخازيا و جذب الاستثمارات والتكنولوجيا الجديدة للبلاد، بالإضافة لحماية حقوق المواطنين الأبخاز في الخارج.
من الحادي عشر من تشرين الأول من عام 2011 يرئس الوزارة بمنصب وزير الخارجية تشيريكبا فياتشيسلاف.

## التاريخ
تأسست وزارة الخارجية في السابع عشر من أيار من عام 1993 في خضم الحرب الأبخازية-الجورجية. و رغم العزلة والحصار الاقتصادي والتهديد الدائم بالحرب من جورجيا, مارست وزارة الخارجية الأبخازية أعمالها بالسياسة الخارجية، وذلك بفضل العمل الدءوب من قبل الدبلوماسيين الأبخاز.
أثر بشكل كبير على تأسيس الدبلوماسية الأبخازية التعاون المشترك والدائم مع المدارس السياسية الكبيرة كروسيا، أميركا، بريطانيا، فرنسا وألمانيا بالإضافة للعمل الدائم مع المنظمات العالمية كالأمم المتحدة,منظمة الأمن والتعاون الأوروبية و الاتحاد الأوروبي و المشاركين الآخرين في حل النزاع الجورجي-الأبخازي.

## هيكل الوزارة
- قسم روسيا الاتحادية، دول الاتحاد السوفيتي السابق، جمهورية الصين الشعبية وجورجيا
- قسم المعلومات
- قسم تركيا والشرق الأوسط
- قسم أميركا اللاتينية، آسيا وأفريقيا
- قسم أوروبا، الولايات المتحدة و كندا
- قسم الحقوق الدولية
- قسم البرتوكول الحكومي
- الخدمة القنصلية
- قسم الترجمة
- قسم الأعمال المكتبية